# الغربي (إب)
الغربي هي إحدى قرى الجمهورية اليمنية. وهي تتبع جغرافيًا لمحافظة إب. وإداريًا لمديرية مذيخره. يبلغ تعداد سكانها 1781 نسمة حسب الإحصاء الذي جرى عام 2004.